# Haji Piyada
La moschea di No Gombad ("Moschea dalle nove cupole"), nota come Haji Piyada ("Moschea del pellegrino viandante"), è una moschea in rovina della città di Balkh, in Afghanistan. Si trova a 1.5 km a sud dall'incrocio per Balkh, sulla via che proviene da Mazar-i Sharif.

## Descrizione
Risalente al IX secolo, il sito è ritenuto la moschea più antica del paese. Il suo nome fa riferimento alla struttura originaria con nove cupole, una configurazione piuttosto rara nell'architettura islamica. L'appellativo di "Moschea del pellegrino viandante" è quello più noto tra la popolazione locale e fa riferimento a un pellegrino originario dell'area.
Le rovine attuali sono costituite dai pilastri che un tempo sostenevano le arcate, dalle colonne e dagli archi che si ergono da una piattaforma di terra mai scavata. Le decorazioni in stucco ornano gli arabeschi, le volute e i motivi geometrici. Si riscontrano alcune somiglianze con alcuni edifici siti nella città irachena di Samarra, il ché testimonia i legami dell'antica Balkh convertitasi all'Islam con il califfato dominante.
Il sito è coperto da una tettoia di metallo ed è circondato da un muro di fango. Viene regolarmente frequentato dalla popolazione locale per la preghiera del venerdì.